# Johnny Weir
Johnny Garvin Weir (Coatesville, 2 luglio 1984) è un ex pattinatore artistico su ghiaccio statunitense.
Weir si è classificato 5º ai Giochi Olimpici di Torino 2006 e 6º ai Giochi Olimpici di Vancouver 2010. Medaglia di bronzo ai Campionati Mondiali di Göteborg nel 2008, è stato tre volte Campione Nazionale (2004-2006), due volte medaglia di bronzo in una finale di Grand Prix e Campione del Mondo Junior nel 2001.

## Carriera sportiva

### Primi anni
Ha incominciato a pattinare nel 1996 sotto la guida di Priscilla Hill.  Nonostante abbia cominciato relativamente tardi, ossia all'età di dodici anni, Weir ha fatto rapidi progressi, riuscendo a eseguire un Axel già alla sua prima settimana sui pattini su ghiaccio (anche se in precedenza aveva già provato su pattini a rotelle). Inizialmente ha proseguito con il pattinaggio gareggiando in coppia con Jodi Rudden, ma ha poi deciso di smettere per dedicarsi interamente al pattinaggio su ghiaccio singolo.
Il primo vero riconoscimento arriva nel 2001 quando, a 16 anni, pattina tre programmi liberi puliti ai campionati mondiali junior vincendo l'oro davanti al connazionale Evan Lysacek. Era dal 1987 che gli Stati Uniti non detenevano più sia il primo sia il secondo posto al campionato mondiale junior. Nello stesso anno, Weir ha esordito anche a livello senior ai nazionali statunitensi, ottenendo il sesto posto.
A causa di un infortunio durante i nazionali del 2003, Weir ha dovuto lasciare la competizione. Poco dopo ha cambiato club di pattinaggio, lasciando l'University of Delaware FSC per lo Skating Club of New York.

### Stagione 2003 - 2004
Nella stagione 2003-04, Weir si è qualificato per i campionati nazionali statunitensi di pattinaggio. In questa occasione, ha vinto l'oro davanti a Michael Weiss e Matthew Savoie. Ha poi gareggiato ai campionati mondiali ottenendo il quinto posto.

### Stagione 2004 - 2005
Durante la stagione, Weir ha vinto i suoi primi due titoli di Grand Prix, l'oro all'NHK Trophy e il bronzo al Trophée Eric Bompard. Nonostante solo due gare di Grand Prix valgano nei punteggi totali considerati dalle regole dell'ISU, Weir ha partecipato anche alla Rostelecom Cup, ottenendo la medaglia d'argento dietro al campione mondiale Evgenij Pljuščenko. Ha poi partecipato ai campionati statunitensi, difendendo egregiamente il proprio titolo nazionale, e ai campionati mondiali, ottenendo il quarto posto.

### Stagione 2005 - 2006

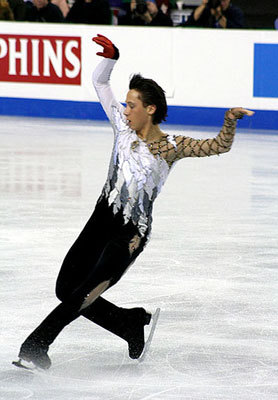
Johnny Weir nel 2006.

La stagione 2005 - 2006, tra l'altro stagione olimpica, si è rivelata piuttosto difficile per Weir, che a Skate Canada ha ottenuto solo il settimo posto a causa di un salto atterrato male, che gli ha procurato un infortunio alla gamba a causa del quale ha faticato a portare a termine la performance. Alla Cup of Russia si è piazzato invece terzo. In dicembre ha vinto la gara maschile della 2005 Marshall's Figure Skating Challenge, una competizione i cui risultati sono determinati dal consenso degli spettatori. Durante l'ultimo round contro Michael Weiss ha ottenuto il 64% dei voti.
Ai nazionali del 2006 ha nuovamente ottenuto il titolo nazionale, per la terza volta consecutiva, guadagnandosi la partecipazione ai mondiali e alle olimpiadi. Olimpiadi del 2006 durante le quali Weir ha pattinato il suo miglior programma corto dopo il quale era secondo dietro a Evgenij Pljuščenko. Nel programma lungo Weir non ha eseguito tutti i salti pianificati, e così si è trovato al quinto posto nel punteggio totale. Ai campionati mondiali si è invece classificato settimo.

### Stagione 2006 - 2007
Weir ha cominciato la stagione a Skate Canada, dove è arrivato terzo, e ha poi partecipato alla Cup Of Russia, ottenendo l'argento, sua terza medaglia consecutiva in quest'evento. Ha poi partecipato nuovamente alla Marshall's Figure Skating Challenge con il programma The Swan, una versione da esibizione del suo programma delle olimpiadi. Il pezzo "del cigno" è sempre rimasto quello che lo contraddistingue. Weir si è poi ritirato dalla finale del Grand Prix a causa di un infortunio all'anca dovuto a una brutta caduta durante il programma corto.
Ai campionati nazionali, Weir era al secondo posto dopo il programma corto, e a meno di un punto da Evan Lysacek. Nel libero però, ha commesso vari errori: non è riuscito ad esempio a completare il triplo axel in combinazione ed è caduto nel triplo loop.
Come ultimo risultato della stagione, è arrivato ottavo ai mondiali.

### Stagione 2007 - 2008
Viste le delusioni della precedente stagione, Weir ha deciso per un cambio d'allenatore, lasciando la sua precedente allenatrice, Priscilla Hill, per andare in New Jersey dall'allenatrice ucraina Halyna Zmijevs'ka. Ha quindi cominciato molto bene la stagione con la sua prima tappa di Grand Prix, la Cup of China, dove, dopo aver pattinato due programmi liberi puliti e decisi, ha vinto la medaglia d'oro davanti al connazionale Evan Lysacek. Ha vinto l'oro anche alla sua seconda tappa del circuito, la Cup of Russia. I due primi posti ottenuti gli hanno garantito l'accesso alla finale del Grand Prix, alla quale ha però partecipato con un dolore al piede che lo ha fatto faticare in entrambi i programmi. Si è piazzato quarto in gara.
Ai campionati nazionali, Weir ha vinto il programma corto su Evan Lysacek di 1.35 punti, e Lysacek ha vinto il programma lungo con la stessa differenza di punteggio rispetto a Weir. Quest'ultimo aveva ottenuto più punti per i suoi salti e nelle componenti del programma, mentre Lysacek ne aveva ottenuti di più per le trottole e le sequenze di passi. Secondo il regolamento dell'ISU, in caso di parità a vincere è il pattinatore che ha vinto il programma lungo, e così Weir ha dovuto accontentarsi dell'argento.
Ai campionati mondiali, gli Stati Uniti non erano ancora riusciti a ottenere medaglie in nessun'altra disciplina e restava solo la competizione maschile. Weir ha pattinato un corto che gli è valso come miglior punteggio in carriera con il quale si è trovato in seconda posizione. Nel libero, nonostante alcuni errori, è riuscito a pattinare a un livello sufficiente da consentirgli di rimanere sul podio. Ha infatti ottenuto la sua prima medaglia mondiale, un bronzo, evitando agli Stati Uniti di trovarsi senza una medaglia per la prima volta dal 1994.

### Stagione 2008 - 2009
Weir ha partecipato a Skate America nell'ottobre del 2008 e all'NHK Trophy a fine novembre, vincendo l'argento in entrambi i casi. Si è quindi qualificato per la finale, tenutasi in dicembre, dove ha vinto il bronzo.
Durante le vacanze natalizie, Weir si è recato in Corea del Sud per partecipare a uno show di beneficenza. Durante il periodo trascorso lì, Weir ha però contratto un virus che gli ha causato problemi di stomaco, tanto che è stato ricoverato in ospedale e ha perso ben otto chili. In gennaio, quando si sono tenuti i nazionali, non si era ancora del tutto ripreso e aveva alle spalle ben poco allenamento: è risultato quindi quinto, finendo fuori dal podio per la prima volta dal 2003. Non ha potuto partecipare quindi nemmeno ai campionati mondiali.

### Stagione 2009 - 2010

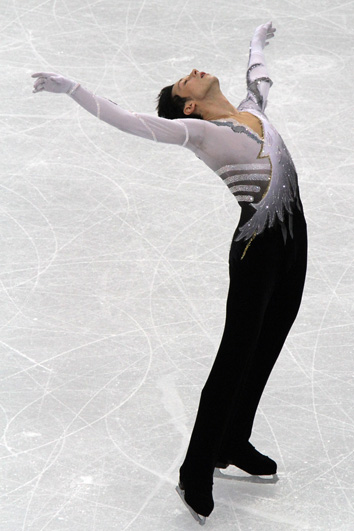
Johnny Weir alle Olimpiadi di Vancouver del 2010.

Per creare i propri programmi della stagione, oltretutto stagione olimpica, Weir si è recato dal coreografo David Wilson. Il 26 settembre ha esordito con il nuovo programma corto, una musica di Raúl di Blasio, a uno show commemorativo dell'11 settembre.
Durante le serie di Grand Prix, Weir ha ottenuto un deludente quarto posto alla Cup of Russia, ma due settimane dopo ha guadagnato l'argento all'NHK Trophy. Si è qualificato per la finale, ottenendo il bronzo.
Weir ha poi vinto un altro bronzo anche ai nazionali, risultato che gli ha permesso di partecipare alle Olimpiadi, dove ha ottenuto il sesto posto con un miglior punteggio personale nel totale, di 238.87.

### 2010 - 2013
Weir ha scelto di non gareggiare per la stagione 2010 - 2011, e ha poi annunciato di voler saltare anche la stagione successiva, senza però escludere un successivo ritorno alle competizioni. Weir ha dichiarato di sperare di poter partecipare alle Olimpiadi del 2014. "Anche se ormai sarò anziano", ha commentato scherzosamente.
In gennaio del 2012, infatti, ha ricominciato con l'intenzione di tornare a gareggiare per la stagione. Ha annunciato che avrebbe continuato ad allenarsi con Halyna Zmijevs'ka, Viktor Petrenko e Nina Petrenko a Hackensack, nel New Jersey. Nel maggio del 2012, Weir è stato assegnato a due tappe di Grand Prix, la Rostelecom Cup e il Trophee Eric Bompard. Ha cominciato con la stagione al Finlandia Trophy, dichiarando: "Dopo Vancouver, non avrei voluto restare un minuto di più nel pattinaggio a livello competitivo, ma riposandoti per due anni, ogni cosa è possibile. [...] niente è come gareggiare o la sensazione che le gare mi danno."
A causa di un infortunio all'anca però, Weir ha dovuto ritirarsi dalla Rostelecom Cup dopo il programma corto e dal Trophee Eric Bompard prima dell'inizio delle competizioni. Non ha partecipato nemmeno ai nazionali. In settembre del 2013 l'U.S. Figure Skating ha annunciato che Weir non si era annunciato per partecipare ai nazionali del 2014, dove sarebbero stati selezionati i pattinatori che avrebbero partecipato ai giochi olimpici. In ottobre, Weir ha poi annunciato il suo definitivo ritiro dalle competizioni, dichiarando che sarebbe però entrato a far parte della NBC Olympics come commentatore di pattinaggio per le Olimpiadi di Sochi.

## Vita pubblica
Dopo il suo ritiro dalle competizioni, Weir ha continuato a pattinare in show e spettacoli, esibendosi in Russia, Giappone, Cina e Corea del Sud, ad esempio a Artistry on ice, Snow King, Fantasy on Ice e Halloween on Ice.
Weir è inoltre molto interessato alla moda: in particolare, oltre ad aver disegnato molti suoi costumi da pattinaggio, ha fatto da stilista per la coppia di danza su ghiaccio formata da Melissa Gregory e Denis Petuchov e per Oksana Bajul per quanto riguarda i costumi per gli show. Ha anche disegnato il costume di Yuzuru Hanyu per il programma libero della stagione 2010-11 e della stagione 2013-14, costume che il pattinatore indossava quando ha vinto l'oro alle Olimpiadi di Sochi. Nel 2011 ha disegnato anche una linea di costumi da donna per eDressMe.com.
Tra il 2006 e l'estate del 2008 è stato girato un documentario su Weir e la sua carriera, Pop Star on Ice, girato da James Pellerito e David Barba e premiato al Seattle International Film Festival. I registi hanno anche creato una serie TV, Be Good Johnny Weir. Ha poi intrapreso la carriera nel mondo della musica, con il singolo di successo Dirty Love, brano prodotto da Lucian Piane, che racconta la sua relazione con i mass media ed è stata cantata sui pattini, e la nuova hit Kiss me in Public.
Nel 2011, Weir ha pubblicato la sua biografia, intitolata Welcome to My World, nella quale segue il percorso che l'ha portato a diventare non solo un campione di pattinaggio, ma anche un'icona della moda e una personalità televisiva. Nel libro conferma anche di essere gay, oltre che delineare alcune caratteristiche della propria personalità e filosofia di vita.
Nel 2020 recita, interpretando il ruolo di Gabriel Ricardson, "Gabe", nella serie Netflix Spinning Out.

## Vita privata
Weir è apertamente gay. Il suo orientamento sessuale era stato a lungo oggetto della speculazione dei media, tuttavia, prima del 2011 a domande riguardo alla sua sessualità, Weir aveva risposto: "Non c'entra nulla con il mio sport ed è una faccenda privata. Posso dormire con chi scelgo e ciò non influenza ciò che faccio sul ghiaccio." Ha dichiarato ufficialmente il suo orientamento sessuale solo con la pubblicazione della sua biografia, nel gennaio del 2011.
Nello stesso anno, Weir ha sposato Victor Voronov, dal quale si è separato nel 2015.

## Filmografia parziale

### Televisione
- Spinning Out - serie TV, 5 episodi (2020)

## Doppiatori italiani
Nelle versioni in italiano delle opere in cui ha recitato, Johnny Weir è stato doppiato da:
- Marco Barbato in Spinning Out